# Præstbro
Præstbro is een plaats in de Deense regio Noord-Jutland, gemeente Frederikshavn. De plaats telt 275 inwoners (2008).